# 두호남부초등학교
두호남부초등학교는 대한민국 경상북도 포항시 북구에 있는 초등학교다.

## 학교 연혁
- 1998.11.19. 두호남부초등학교 설립인가
- 2001.03.01. 두호남부초등학교 개교(18학급)
- 2002.03.01. 경북교육청지정 안전교육시범학교(2년)
- 2008.12.29. 교내자율장학 최우수학교 선정
- 2009.12.15. 학교평가 우수학교 선정
- 2011.12.15. 학교컨설팅장학 최우수학교 선정
- 2013.09.01. 제7대 교장 권기태 부임
- 2015.03.01. 병설유치원 개원
- 2015.03.01. 36학급(특수 학급) 편성